# 胡哈尔登
胡哈尔登（荷蘭語：Hoegaarden，荷蘭語發音：[ˈɦuɣaːrdə(n)] ⓘ）是比利时弗拉芒大區弗拉芒布拉班特省魯汶區的一个市镇，南与瓦隆大区瓦隆布拉班特省接壤，通行荷蘭語，是弗拉芒社群的一部分，面积37.17平方千米，人口6,873人（2024年1月1日）。该地以同名啤酒厂而闻名。